# Ash (South Somerset)
Ash – wieś w Anglii, w hrabstwie Somerset, w dystrykcie (unitary authority) Somerset. Leży 54 km na południe od centrum Bristol i 192 km na zachód od Londynu. W 2002 miejscowość liczyła 616 mieszkańców.